# Peter Hidien
Peter Hidien (* 14. listopadu 1953, Koblenz) je bývalý německý fotbalista, levý obránce.

## Fotbalová kariéra
V bundeslize hrál za Hamburger SV, nastoupil ve 214 ligových utkáních a dal 9 gólů. S Hamburger SV vyhrál v roce 1977 Pohár vítězů pohárů, dvakrát bundesligu a jednou německý fotbalový pohár. V Poháru mistrů evropských zemí nastoupil v 7 utkáních, Poháru vítězů pohárů nastoupil v 11 utkáních a dal 2 góly a v Poháru UEFA nastoupil ve 21 utkáních. V Superpoháru UEFA nastoupil v 1 utkání. 

## Ligová bilance
| Ročník                                 | Zápasy | Góly | Klub         |
| -------------------------------------- | ------ | ---- | ------------ |
| Německá fotbalová Bundesliga 1972/1973 | 19     | 0    | Hamburger SV |
| Německá fotbalová Bundesliga 1973/1974 | 31     | 2    | Hamburger SV |
| Německá fotbalová Bundesliga 1974/1975 | 20     | 2    | Hamburger SV |
| Německá fotbalová Bundesliga 1975/1976 | 31     | 1    | Hamburger SV |
| Německá fotbalová Bundesliga 1976/1977 | 22     | 0    | Hamburger SV |
| Německá fotbalová Bundesliga 1977/1978 | 25     | 1    | Hamburger SV |
| Německá fotbalová Bundesliga 1978/1979 | 31     | 3    | Hamburger SV |
| Německá fotbalová Bundesliga 1979/1980 | 20     | 0    | Hamburger SV |
| Německá fotbalová Bundesliga 1980/1981 | 13     | 0    | Hamburger SV |
| Německá fotbalová Bundesliga 1981/1982 | 2      | 0    | Hamburger SV |
| CELKEM Německá fotbalová Bundesliga    | 214    | 9    |              |